# Jonathan Kaye
Jonathan Andrew Kaye (Denver, 2 augustus 1970) is een Amerikaans golfer die sinds 1995 actief is op de Amerikaanse PGA Tour.

## Loopbaan
In 1993 werd Kaye een golfprofessional en in 1995 debuteerde hij op de Amerikaanse PGA Tour nadat hij op de Qualifying School kwalificeerde voor de PGA Tour.
In 2003 behaalde Kaye op de PGA Tour zijn eerste profzege door de Buick Classic te winnen. Hij won toen de play-off van John Rollins. Een jaar later behaalde hij met het FBR Open zijn tweede zege op de PGA Tour.

## Prestaties

### Professional
Amerikaanse PGA Tour
| Nr. | Datum           | Toernooi      | Score           | Score | Info                             |
| --- | --------------- | ------------- | --------------- | ----- | -------------------------------- |
| 1   | 22 juni 2003    | Buick Classic | 70–66–68–67=271 | –13   | Won de play-off van John Rollins |
| 2   | 1 februari 2004 | FBR Open      | 65–68–66–67=266 | –18   |                                  |

Overige
- 1996: Colorado Open